# Csillag Születik (második évad)
A Csillag Születik! második évada 2009. október 10-én indult az RTL-en. 2009. július 20-ig a következő hat kategóriában lehetett jelentkezni a műsorba: ének, zene, tánc, próza, humor és egyéb. A válogatások 2007-hez képest csak Budapesten folytak, ám más országból is lehetett jelentkezni. A résztvevőknek szeptember közepén élő adásban kellett bemutatniuk produkciójukat.
A Csillag Születik! második évadának nyertese 2009. december 19-én Tabáni István lett.

## Műsorvezetők
- Ördög Nóra (szerkesztő-műsorvezető)
- Stohl András

## Zsűri
- Oroszlán Szonja
- Fáy Miklós
- Hernádi Judit
- Szirtes Tamás

## Válogatás
A válogatást a budapesti Thália Színházban vették fel, ahol kizárólag a zsűri döntése alapján juthattak tovább, vagy eshettek ki a jelentkezők. 30 versenyző juthatott tovább az elődöntőkbe.

### Első
Időpontja: 2009. október 10.
Továbbjutottak:
- Soldiers Crew
- Tabáni István
- Vocal Gag Session
- Sebestyén Katja
- Eőry Viktória
- Inzsöl Gyula
- Big Family
- Kutyakölykök
- Varga Viktor
- Veres Róbert

### Második
Időpontja: 2009. október 17.
Továbbjutottak:
- Bad Boyz
- Brasch Bence
- Fábry Pál és Laczik László
- Golden Pyramid
- Galambos Fecó
- Vásáry André
- SID
- Csikó Szabolcs
- Queen Dance

### Harmadik
Időpontja: 2009. október 24.
Továbbjutottak:
- Face Team
- Végvári Eszter
- Kávészünet
- Timesz Girls
- Horváth Tamás
- Hrisafis Gábor
- Strokes
- Fekete János „Jammal”
- Kollár Betty
- Szatmár Kamara
- Balogh Brigitta

## Elődöntők
Három adás mindegyikében 10 versenyző mutatta be produkcióját, közülük mindig 4 juthatott tovább a középdöntőkbe.

### Első
Időpontja: 2009. október 31.
Továbbjutottak:
- Strokes
- Horváth Tamás
- Veres Robi
- Csikó Szabolcs

### Második
Időpontja: 2009. november 7.
Továbbjutottak:
- Bad Boyz
- Tabáni István
- Kutyakölykök
- Brasch Bence

### Harmadik
Időpontja: 2009. november 14.
Továbbjutottak:
- Varga Viktor
- Vásáry André
- Szatmár Kamara táncegyüttes
- Végvári Eszter

## Középdöntők
Mindig 2 versenyző esik ki.

### Első
Időpontja: 2009. november 21.
Továbbjutottak:
- Horváth Tamás
- Kutyakölykök
- Bad Boyz
- Vásáry André
- Strokes
- Szatmár Kamara táncegyüttes
- Veress Robi MC DC
- Tabáni István
- Brasch Bence
- Csikó Szabolcs

Kiestek:
- Végvári Eszter
- Varga Viktor

### Második
Időpontja: 2009. november 28.
Továbbjutottak:
- Horváth Tamás
- Kutyakölykök
- Bad Boyz
- Vásáry André
- Veress Robi MC DC
- Tabáni István
- Brasch Bence
- Csikó Szabolcs

Kiestek:
- Strokes
- Szatmár Kamara táncegyüttes

### Harmadik
Időpontja: 2009. december 5.
Továbbjutottak:
- Bad Boyz
- Vásáry André
- Veres Robi MC DC
- Kutyakölykök
- Tabáni István
- Csikó Szabolcs

Kiestek:
- Horváth Tamás
- Brasch Bence

### Negyedik
Időpontja: 2009. december 12.
Az utolsó középdöntőben mindenki készül egy páros produkcióval is.
- Tabáni István és Vásáry André
- Veres Robi MC DC és Kutyakölykök
- Csikó Szabolcs és Bad Boyz

Továbbjutottak a döntőbe:
- Tabáni István
- Veres Robi MC DC
- Csikó Szabolcs
- Vásáry André

Kiestek:
- Bad Boyz
- Kutyakölykök

## Döntő
A döntőben már csak a nézők szavazatain múlik az eredmény, a zsűri csak szóban értékel. A döntőben jelentették be, hogy 2010 őszén elindul a Simon Cowell által kitalált brit zenei tehetségkutató műsor, a The X Factor magyar változata, az X-Faktor.
Időpontja: 2009. december 19.
A nyertes: Tabáni István 40 ponttal

## Nézettség
A +4-es adatok a teljes lakosságra, a 18-49-es adatok a célközönségre vonatkoznak.
| Epizód        | Vetítés            | +4        | Arány (%) | Heti helyezés | 18-49     | Arány (%) | Heti helyezés | Forrás |
| ------------- | ------------------ | --------- | --------- | ------------- | --------- | --------- | ------------- | ------ |
| 1. válogató   | 2009. október 10.  | 1 855 748 | 38,5      | 2.            | 774 105   | 41,3      | 3.            | [ 1 ]  |
| 2. válogató   | 2009. október 17.  | 2 195 067 | 46,5      | 1.            | 890 768   | 51,9      | 1.            | [ 2 ]  |
| 3. válogató   | 2009. október 24.  | 2 401 908 | 48,2      | 1.            | 944 759   | 49,3      | 1.            | [ 3 ]  |
| 1. elődöntő   | 2009. október 31.  | 2 489 174 | 50,3      | 1.            | 995 306   | 51,4      | 1.            | [ 4 ]  |
| 2. elődöntő   | 2009. november 7.  | 2 542 052 | 49,7      | 1.            | 1 023 089 | 50,2      | 1.            | [ 5 ]  |
| 3. elődöntő   | 2009. november 14. | 2 389 129 | 47,6      | 1.            | 943 399   | 48,3      | 2.            | [ 6 ]  |
| 1. középdöntő | 2009. november 21. | 2 675 583 | 52,6      | 1.            | 1 011 872 | 49,7      | 1.            | [ 7 ]  |
| 2. középdöntő | 2009. november 28. | 2 582 167 | 52,1      | 1.            | 931 786   | 49,2      | 1.            | [ 8 ]  |
| 3. középdöntő | 2009. december 5.  | 2 617 427 | 53,0      | 1.            | 977 148   | 50,2      | 1.            | [ 9 ]  |
| 4. középdöntő | 2009. december 12. | 2 709 765 | 53,4      | 1.            | 988 189   | 50,0      | 1.            | [ 10 ] |
| Döntő         | 2009. december 19. | 3 003 842 | 59,8      | 1.            | 1 115 037 | 56,1      | 1.            | [ 11 ] |

## Díjak
- Story Ötcsillag-díj (2010)